# Chipset
Chipset là một nhóm các mạch tích hợp (các "chip") được thiết kế để làm việc cùng nhau và đi cùng nhau như một sản phẩm đơn. Trong máy tính, từ chipset thường dùng để nói đến các chip đặc biệt trên bo mạch chủ hoặc trên các card mở rộng. Khi nói đến các máy tính cá nhân (PC) dựa trên hệ thống Intel Pentium, từ "chipset" thường dùng để nói đến hai chip bo mạch chính: chip cầu bắc và chip cầu nam. Nhà sản xuất chip thường không phụ thuộc vào nhà sản xuất bo mạch. Ví dụ các nhà sản xuất chipset cho bo mạch PC có NVIDIA, ATI, VIA Technologies, SiS, Intel và AMD.
Trong các máy tính gia đình, các máy trò chơi từ thập niên 1980 và thập niên 1990, từ chipset được sử dụng để chỉ các chip xử lý âm thanh và hình ảnh.
Các hệ thống máy tính được sản xuất trước thập niên 1980 thường dùng chung một loại chipset, mặc dù những máy này có nhiều đặc tính khác nhau. Ví dụ, chipset NCR 53C9x, một chipset giá thấp sử dụng giao diện SCSI cho các thiết bị lưu trữ, có thể thấy trong các máy Unix (như MIPS Magnum), các thiết bị nhúng và các máy tính cá nhân.